# Tutwiler
Tutwiler – miasto w Stanach Zjednoczonych, w stanie Missisipi, w hrabstwie Tallahatchie.